# محمد بن إبراهيم الوزير
محمد إبراهيم الوزير (775 هـ - 840 هـ) المعروف بـ ابن الوزير اليماني إمام أئمة الاجتهاد، ومجدد زمانه، عالم يمني فاضل، ولد ونشأ في قرية الظهراوين، وتوفي في صنعاء، إمام أهل السنة في اليمن، فقيه مجتهد، حارب التقليد بلا لين أو هوادة...أبرز علماء السنة في عصره، مؤلف كتاب العواصم والقواصم في الذب عن سنة أبي القاسم، وصاحب الدعوة للعمل بالأدلة الشرعية في القرآن والسنة، وترك التعصب للمذاهب الفقهية بغير دليل؛ نبذ التقليد ودعى إلى ترك القول بلا دليل، فترك مذهبه الزيدي الذي نشأ وترعرع عليه، وآثر العمل بالقرآن والصحيح من السنة، متحولاً إلى منهاج أهل السنة والجماعة، فقدح فيه المقلدون، وأساتذته وشيوخه الزيديون، وأطلقوا ألسنتهم عليه بالسب والشتم، فلاقا أشد العداوة، وكابد أعنف الهجمات، ملأت شهرته الآفاق، وأقبل عليه طلاب العلم من كل مكان، فاعتزل التدريس خوفاً على نفسه من فتنة الشهرة، وظل زاهداً، ورعاً، ملازماً للمساجد الخاوية حتى توفي بالطاعون في صنعاء، سنة 1436م.

## نشأتـه وحياته
ولد محمد بن إبراهيم الوزير في شهر رجب سنة 775 هـ في قرية الظهراوين في ناحية السودة من محافظة عمران، وهو محمد بن إبراهيم بن علي بن المرتضى بن المفضل بن المنصور بن محمد بن العفيف بن مفضل بن الحجاج بن علي بن يحيى بن القاسم ابن يوسف يحيى بن أحمد بن يحيى بن الحسين بن القاسم بن إبراهيم بن إسماعيل بن إبراهيم بن الحسن بن الحسن بن علي بن أبي طالب .

نشأ في هجرة الظهراوين بين أهله الذين آثروا طلب العلم على ما سواه، فحفظ القرآن الكريم، وجوده واستظهره، وحفظ متون كتب الطلب، وقرأ في العربية، وقرأ علم الكلام -لكنة رأى عدم ضروريته- وأصول الفقه، والتفسير، والفروع، والحديث. تلقى العلم في البداية عن أخيه الأكبر الهادي بن إبراهيم، والعلامة علي بن محمد بن أبي القاسم، ثم رحل طالباً للعلم إلى العديد من المدن، متتلمذاً على يد كبار علمائها، منها: صنعاء، وصعدة، وتعز، وتهامة، ومكة المكرمة؛ وتبحر في جميع العلوم وفاق الأقران واشتهر صيته وبعد ذكره وطار علمه في الأقطار. وواصل طلب العلم حتى وصل إلى طبقة لم يصل إليها أحد من شيوخه فضلاً عن معارضيه. وقد بلغ من معرفته السنة وعلومها ما جعله أبرز علمائها على الإطلاق، كان عالماً ربانياً صادقاً في طلب الحق والبحث عنه، طويل النظر في أدلة العلم، فلم يلبث أن أوصله علمه إلى التحول عن المذهب الزيدي إلى مذهب أهل السنة والجماعة، فنبذَ التقليد، داعياً إلى الاجتهاد وطرح أقوال الرجال، والرجوع إلى كتاب الله، وسنة رسوله ﷺ، والنظر فيها، والعمل بها، بدلاً من آراء الرجال ومتابعة الآباء والمشايخ؛ مما أشعل جذوة العداء في قلوب علماء الزيدية ومشائخهم، خاصة وأنه لما تبيَّن له الحق صدع به وبيَّنه للناس، فما كان من العلماء المقلدين في عصره -خاصتاً شيخه علي بن محمد بن أبي القاسم- إلا أن أشهروا عليه العداء، والقدح، والتجريح، وأطلقوا ألسنتهم عليه بالسب والشتم. فقد كان الإمام المجتهد في فترة من الفترات من جهابذة المذهب الزيدي وأعلامه، وكانوا يفخرون بانتسابه إليهم. يقول الإمام المجتهد محمد إبراهيم الوزير عن نفسه:
«هذا؛ وإِنِّي لما تمسّكت بعروة السّنن الوثيقة، وسلكتُ سَنن الطريقة العتيقة؛ تناولتني الألسنة البذيّة من أعداء السّنة النّبوية، ونسبوني إلى دعوى في العلم كبيرة، وأُمور غير ذلك كثيرة. حرصاً على ألاَّ يُتَّبع ما دعوتُ إليه من العمل بسنّة سيّد المرسلين، والخلفاء الرَّاشدين، والسَّلف الصَّالحين، فصبرت على الأذى/ ، وعلمت أَنَّ النَّاس ما زالوا هكذا.
ما سَلِمَ اللهُ مِن بريَّتهولا نبيُّ الهدى، فكيفَ أَنَا!»
وكان شيخه -علي بن محمد بن أبي القاسم- من أشد الناس عداوة له، وأكثرهم قدحاً فيه، رغم أنه في السابق كان يمتدحه ويثني عليه أحسن الثناء، وينصح طلاب العلم وابنه بأن يأخذوا العلم عن ابن الوزير، ولكن كل ذلك تغير عندما تحول ابن الوزير إلى علوم السنة، فتحول مع ذلك شيخه من مادح إلى قادح، وقد تصدى أخوه الهادي للدفاع عنه قائلاً: «ما من مسألة أخذ بها محمد في الفروع إلا ولها قائل من أهل البيت عليهم السلام». لكن ذلك لم يُقنع علي بن محمد بن أبي القاسم، فقد أصر أن الإمام المجتهد أقترف جرماً كبيراً بتحوله من المذهب الزيدي إلى علوم السنة، فما كان من الإمام المجتهد إلا أن بعث إلى شيخه بقصيدة، قال فيها:
ولم يؤثر هذا العتاب على شيخه، بل أنه زاد في الإنكار عليه، وعلى مذهبه، وحَبَّر إليه رسالة صب فيها جام غضبه، وانتقده نقداً مريراً، وتناول أئمة الإسلام بالذم والقدح، فكانت الرسالة تقدح تارة في ما نقل عن الإمام المجتهد من كلام، وتارة في كثير من قواعد العلماء والأعلام، وتارة في سنة الرسول صلى الله عليه وسلم، وقد صرف ابن الوزير نظره عما قيل عنه في الرسالة، ورأه لا يستحق الجواب عليه، لكنه لم يستطع صرف نظره عما قيل في السنن النبوية، والقواعد الإسلامية، مثل قدحه في صحة الرجوع إلى الآيات القرآنية، والأخبار النبوية، والآثار الصحابية، ونحو ذلك من القواعد الأصولية، فقد رأى ابن الوزير اليماني أن القدح في هذه الأمور ليس بالأمر الهين، ورأى من اللازم الذب عنها، فما كان منه إلا أن شمر عن ساعديه، قاصداً وجهَ الله تعالى في الذَّبِّ عن السّنن النبوية والقواعد الدينية، وكتب مؤلفه المشهور العواصم والقواصم في الذب عن سنة أبي القاسم والمكون من تسعة أجزاء يرد بها على تلك الرسالة. ثم إنه عندما أتم الجواب، وجده مشتملاً على علوم كثيرة، وفوائد غزيرة، ولكنه رأى فيه من التطويل والتدقيق، ما قد يصرف الضعفاء عن قراءته، لا سيَّما وأن السبب الذي قد يدعو إلى قراءة هذا الكتاب، هو وجود من يعارض أهل السنة، ويوردُ على ضعفائهم الشبه الدقيقة، فقرر ابن الوزير أن يختصر هذا الكتاب في كتاب آخر أسماه الروض الباسم في الذب عن سنة أبي القاسم اقتصر فيه على نصرة السنن النبوية، والذب عنها وعن أهلها، تاركاً التعمق في الدقائق، والتقحم في المضايق.
وكذلك فقد جرت بينه وبين الإمام المهدي أحمد بن يحيى المرتضى، جدل كلامي ومناقشات اتبع فيها ابن الوزير سُبل الإقناع وتفصيل الحجج والبراهين.
أستمر خصومه بمعاداته، وكابد أعنف الهجمات؛ تصدر للتدريس، وكان قد اشتهر صيته وبعد ذكره وطار علمه في الأقطار، فأقبل عليه طلاب العلم من كل مكان، لينالوا شيئً من معارفه المتنوعة، لا سيَّما علوم الحديث، ولكنه عندما رأى شدة إقبال الطلاب عليه، ورأى ما وصل إليه من الصيت (الشهرة)، خاف على نفسة من الفتنة وحُب الدنيا، فقرر أن يعتزل التدريس، متوجهاً نحو الزهد، والورع، شاغلاً نفسه بالعبادة والذكر، ملازماً للخلوات، حيث كان كثير الملازمة للمساجد والأماكن الخاوية، وأعالي الجبال وبطون الأودية، وكان ينقطع في المساجد الخاوية للعبادة ثلاثة أشهر: رجب، وشعبان، ورمضان.
واستقر ابن الوزير في صنعاء، وبقي على مناهجه، ولم يثنه عن ذلك ما لقيه من عداوة أهل المذهب الزيدي حتى توفاه الله بمرض الطاعون.

## وفاتــه
توفي الإمام الفاضل أبو عبد الله ابن الوزير اليماني في صنعاء في 27 محرم 840 هـ، وقيل في يوم الثلاثاء 24 محرم 840 هـ، بمرض الطاعون الذي انتشر في اليمن في سنة (839-840 هـ)، وقد دفن في الرويات «مسجد الروية» المعروف اليوم بمسجد فروة بن مسيك قبل مصلى العيد بجوار جدار المسجد. وانقطع نسله بوفاة ابنه الوحيد -عبد الله- بالطاعون أيضاً، في نفس السنة التي توفي فيها والده.

## مؤلفاتــه
كتب الإمام الفاضل أكثر من 24 كتاب، منها:
- العواصم والقواصم في الذب عن سنة أبي القاسم، وهو أعظم كتبه وأفضلها (مطبوع).
- إيثار الحق على الخلق، (مطبوع).
- ترجيح أساليب القرآن على أساليب اليونان، (مطبوع).
- الروض الباسم في الذب عن سنة أبي القاسم. (مطبوع).
- البرهان القاطع في إثبات الصانع وجميع ما جاءت به الشرائع. (مطبوع).
- قبول البشرى بالتيسير لليسرى، (مطبوع).
- تنقيح الأنظار في علوم الآثار (مطبوع).
- تنقيح الآثار في علوم الحديث.
- التفسير النبوي.
- حصر آيات الأحكام الشرعية.

..
إضافة إلى الكثير من المخطوطات التي لم تطبع بعد.

## من شعره
له أبيات شعرية كتبها أثناء اعتزاله عن الناس في الوقت الذي كان فيه يكتب جوابه (كتاب العواصم والقواصم في الذب عن سنة أبي القاسم) وهو في "الجبال العوالي، والبوادي الخوالي":
وله قصيدة أنشأها في سنة 808 هـ، وعدد أبياتها مئة وثلاثة أبيات، قالها رداً على من كره تمسكه بالسُّنَّة، قال في مطلع هذه القصيدة:
ولما رآها شيخه -علي بن محمد بن أبي القاسم-، انتقد ما فيها بتشنيع وتحامل، فرد عليه الهادي بن إبراهيم الوزير -مدافعا عن أخيه- بكتاب سماه الجواب الناطق بالحق اليقين الشافي لصدور المتقين، مخطوط بالجامع الكبير بصنعاء.